# Tere platschelp
De Tere platschelp (Macomangulus tenuis) is een zeeschelp.
De schelp is dunschalig, breekbaar en plat, hoewel minder dunschalig en breekbaar dan de rechtsgestreepte platschelp. De top ligt ongeveer in het midden. De achterkant is iets toegespitst. Het schelpoppervlak is vrijwel glad met alleen fijne groeilijntjes.

## Grootte
Lengte tot 30 mm, hoogte tot 20 mm.

## Kleur

Rechter klep
Linker klep

Rechter klep
Linker klep

Variabel - rozerood tot wit met donkere kleurbandjes. Oud materiaal is vaak donker verkleurd.
Rechter en linker klep van hetzelfde exemplaar:

Rechter klep
Linker klep

var. aurantia

Rechter klep
Linker klep

var. flavescens
- Rechter klep
- Linker klep

var. alba
- Rechter klep
- Linker klep

## Voorkomen
Deze soort heeft een sterke slotband. Doubletten spoelen daarom ook algemeen aan. De soort is langs de hele kust te vinden, vooral in horentjesgruis en in aanspoelsel na aflandige wind.